# Цикл «Начало пророчеств» (Коты-Воители)
Цикл «Начало пророчеств» — первый цикл книг «Котов-Воителей», который положил начало всей серии. Главным героем этого цикла является котенок Рыжик, который присоединяется к Грозовому племени и со временем становится его предводителем. Повествование в книгах от начала и до конца ведётся с его точки зрения. Всего в цикл входит шесть книг.
Вначале «Стань диким!» планировалась единственной книгой. Рыжик мог стать в конце неё Огнезвёздом, и это могло быть всем, что мы знали бы о котах-воителях. Тем не менее, издатель был впечатлён и заявил, что этого хватит книг на шесть.
В 2015 году при переиздании первый цикл получил название «Начало пророчества» (The Prophecies Begin). Были также созданы новые обложки.

## Список книг

#### Стань диким!
Домашний котёнок Рыжик решает отправиться в лес, где, по слухам, обитают дикие коты. Там он сталкивается с одним из таких котов по имени Клубок, и, к его удивлению, предводительница Синяя Звезда приглашает Рыжика в своё племя стать диким котом и следовать их образу жизни. Так он становится Огоньком, учеником Грозового племени, и изо всех сил старается получить уважение своих новых соплеменников, и получает больше, чем ожидал, когда глубоко в сердце племени он раскрывает предательство.

#### Огонь и лёд
Огонёк и его друг Клубок получают свои воинские имена — Огнегрив и Крутобок, а Горелый наконец избежал гнева Когтя, перебравшись на ферму к Ячменю. Между тем, проблемы Огнегрива далеко не кончились: он приоткрыл завесу тайны, которая может угрожать всему племени, но Синяя Звезда не слушает его. Кроме того, Крутобок находит возлюбленную, и это отдаляет вчерашних друзей. С холодной зимой, несущей болезни и смерти, времени на раздумья остаётся всё меньше, когда одну кошку постигает трагическая случайность, меняющая её судьбу навсегда.

#### Лес секретов
Огнегрив начинает понимать, что тайны есть не только у Когтя. Крутобок полностью увлечён своей запретной любовью, прекрасной кошечкой из Речного племени Серебрянкой, и скрывает это от племени, и даже самой предводительнице Синей Звезде, похоже, есть, что скрывать. Но в конце концов, всё тайное становится явным, и порой это приводит к волнующим последствиям.

#### Бушующая стихия
Теперь, когда предательство Когтя наконец открылось, Огнегрив принимает на себя обязанности глашатая Грозового племени. Казалось бы, его неприятности закончились, но Коготь — ныне бродячий изгнанник — всё ещё таится в лесу, готовясь отомстить, а племянник Огнегрива Белыш внезапно пропадает. И, будто этого недостаточно, «огонь» может не спасти племя, как это ожидалось — ужасное стихийное бедствие может уничтожить родной дом Грозового племени.

#### Опасная тропа
Когда Синяя Звезда ополчается против предков-воителей, а Коготь становится Звездоцапом, новым предводителем племени Теней, Огнегриву приходится фактически в одиночку управлять всем племенем. Тем временем дичь начинает пропадать из леса, и скоро становится ясно, что никакие соседи в этом не виноваты. Свора ужасных псов готовится отведать Грозовой крови.

#### Битва за лес
После героической жертвы Синей Звезды, спасшей Грозовое племя от собак, Огнегрив становится новым предводителем племени и получает новое имя — Огнезвёзд. Огнезвёзд полагает, что Звездоцап продолжит свой путь разрушения и возмездия, но он ошибается — Звездоцап и Пятнистая Звезда объединяют свои племена и заключают новый смертельный союз — Тигриное племя. Но планы Звездоцапа могут обернуться против него самого, когда он пытается заключить сделку с Кровавым племенем — группой бродяг, не знающих Воинского закона, которым управляет ужасный, кровожадный кот, много лун жаждущий собственного возмездия.